# Chris Bauer (Musiker)
Chris Bauer (* 29. September 1960) ist ein US-amerikanischer Jazz-Mundharmonikaspieler.
Bauer spielte bereits im Alter von neun Jahren Mundharmonika und wurde mit dreizehn Jahren Mitglied der Band seines Vaters The Harmonikings. Später trat er mit Jerry Murads Harmonicats auf. 1987 belegte er beim Wettbewerb der International Harmonica Federation in Jersey den vierten Platz. Neben Murad und Toots Thielemans sieht er in Musikern wie Charlie Parker, Miles Davis, Chet Baker, Frank Sinatra und Tony Bennett seine Vorbilder. Er tritt auf zahlreichen Tourneen und vorzugsweise in Jazzclubs von Long Island auf.

## Diskografie
- How High The Moon, mit Silky Joe Kiernan, John Licitra und Ralph Pugliese
- Selections from...The Sinatra Songbook
- Now's The Time
- The Best of Bob -- Bob Bauer